# Cissus cactiformis
Cissus cactiformis là một loài thực vật hai lá mầm trong họ Nho. Loài này được Gilg miêu tả khoa học đầu tiên năm 1895.